# Jüdischer Friedhof (Heidesheim am Rhein)

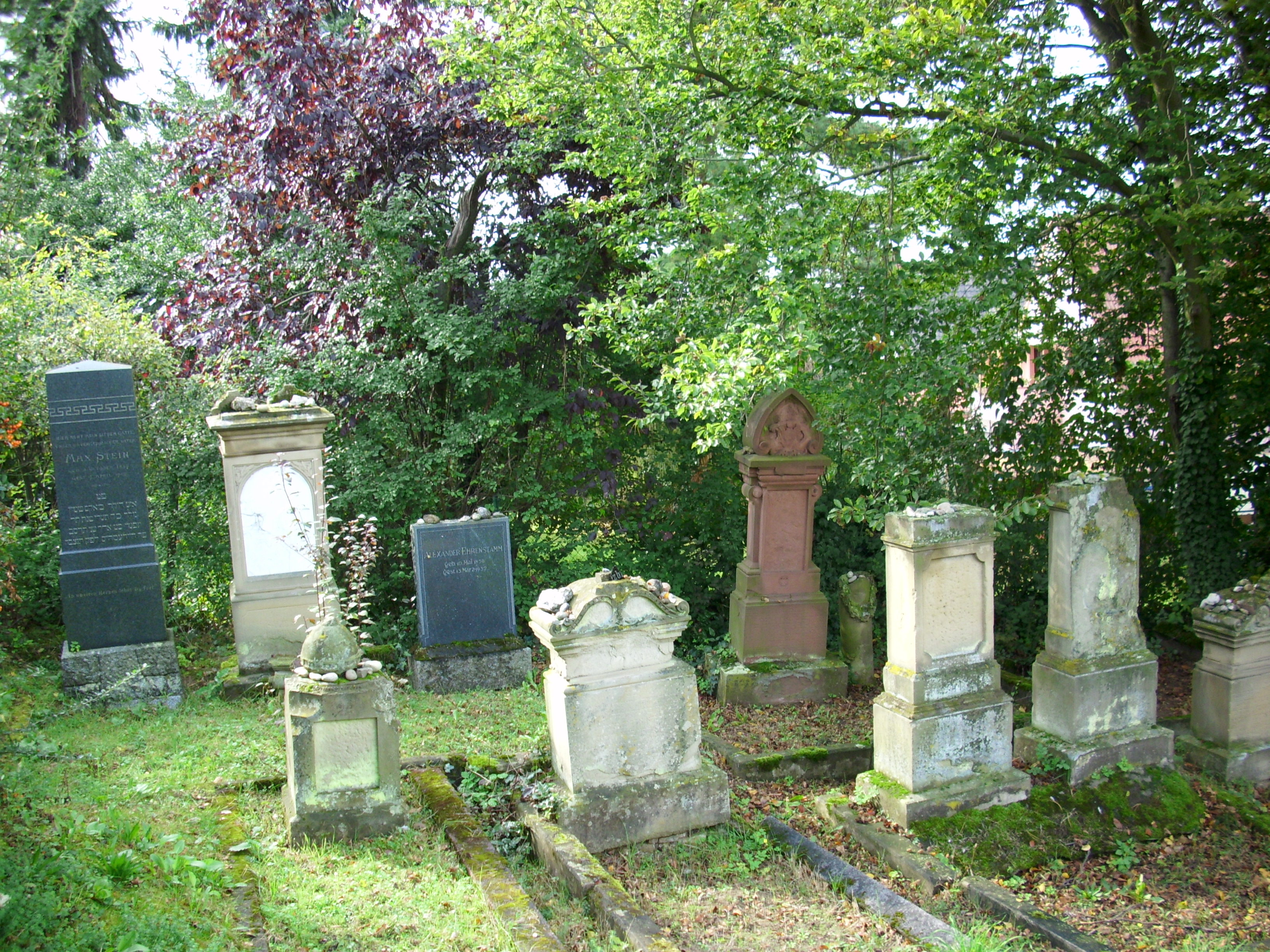
Jüdischer Friedhof in Heidesheim am Rhein

Der Jüdische Friedhof in Heidesheim am Rhein, einem Ortsteil von Ingelheim am Rhein im Landkreis Mainz-Bingen in Rheinland-Pfalz, wurde 1882 angelegt. Der 2,26 ar große jüdische Friedhof befindet sich innerhalb eines Wohngebietes südlich der Mainzer Landstraße.
Auf dem Friedhof sind heute noch elf Grabsteine erhalten.